# Homerton College

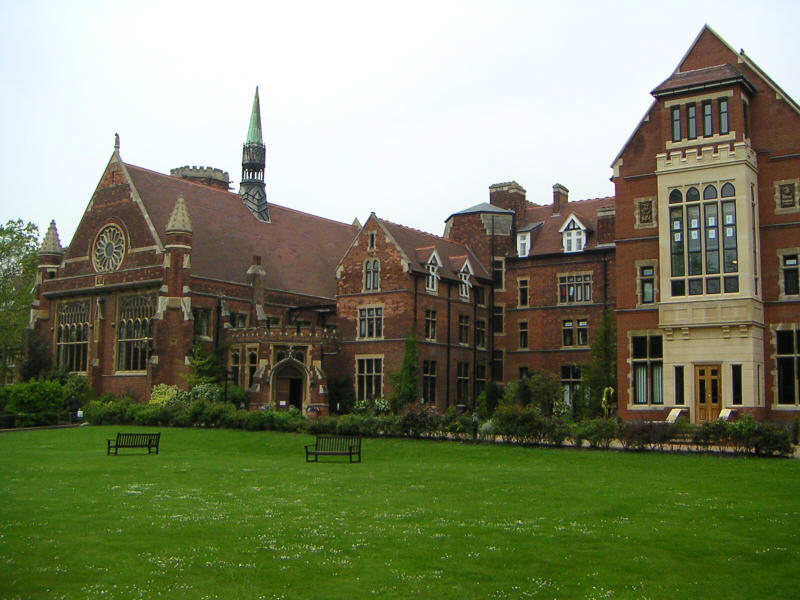
Cavendish Building, Homerton College

Das Homerton College ist ein College der Universität Cambridge. Mit 1386 Studierenden (Stand Dez. 2020), davon 738 Frauen, ist es zahlenmäßig das größte der 31 Colleges. Bekannt ist es vor allem für seine Lehramts-Tradition; es nahm bis zum Jahr 2001 auch nur Studenten mit Lehramtsfächern auf.
Es ist nach dem Homerton-Platz in Hackney, London benannt.

## Geschichte
Aufgrund einer sehr komplexen Geschichte kann das Gründungsjahr nicht eindeutig bestimmt werden, die Ursprünge des Colleges finden sich jedoch im 17. Jahrhundert. 1768 wurden Gebäude an der heute in London liegenden Homerton High Street erworben, weshalb das College 2018 sein 250-jähriges Bestehen feierte. Bis 1817 wurde die Institution Homerton Academy Society genannt. Sie gehörte eine Zeitlang zur University of London, zog aber 1894 nach Cambridge um. Daraufhin wurde sie zu einer Frauenuniversität; erst 1976, als sie an die Universität Cambridge angebunden wurde, nahm sie wieder Männer auf. Seit 2001 deckt Homerton die gesamte akademische Breite ab und seit 2010 ist es ein vollwertiges selbst verwaltetes College. 

### Vorsteher des Colleges
- John Charles Horobin 1894–1902
- Mary Miller Allan 1903–1935
- Alice Havergal Skillicorn 1935–1960
- Dame Beryl Paston Brown 1961–1971
- Alison Cheveley Shrubsole 1971–1985
- Alan George Bamford 1985–1991
- Katharine Bridget Pretty 1991–2013
- Geoffrey Christopher Ward 2013-2021
- Lord Simon Woolley of Woodford seit 2021

## Leben im College
Für die Studenten stehen sieben Wohnhäuser zur Verfügung: East House, West House, South Court, Queens Wing, ABC, DE und das Harrison House, welches ausschließlich für Fellows und Postgraduates vorgesehen ist. 
Homerton College hat mehrere Societies, unter anderem einen Ruderclub, eine Music Society, und einen Theaterclub (HATS). 

## Berühmte und angesehene Absolventen
- Pav Akhtar, Politiker[4]
- Olivia Colman (* 1974), britische Schauspielerin
- Julie Covington (* 1947), Sängerin und Schauspielerin
- William Johnson Fox (1786–1864), Politiker
- Nick Hancock (* 1962), Schauspieler und Moderator
- Anthony R. M. Little (* 1954), Schulleiter
- Cherie Lunghi (* 1952), Schauspielerin
- Elizabeth Leah Manning (1886–1977), Parlamentsmitglied
- Tamzin Merchant (* 1987), Schauspielerin[5]
- Efua Theodora Sutherland (1924–1996), aus Ghana stammende Schriftstellerin[6]
- Jan Ravens (* 1958), englische Schauspielerin und Imitatorin (Spitting Image)